# 20e escadrille (Belgique)
La 20e escadrille (néerlandais : 20ste Smaldeel et anglais : 20 Squadron Tactical Airlift), est une escadrille de transport du 15e Wing de transport aérien de la composante aérienne de l'armée belge basée à Melsbroek.

## Historique

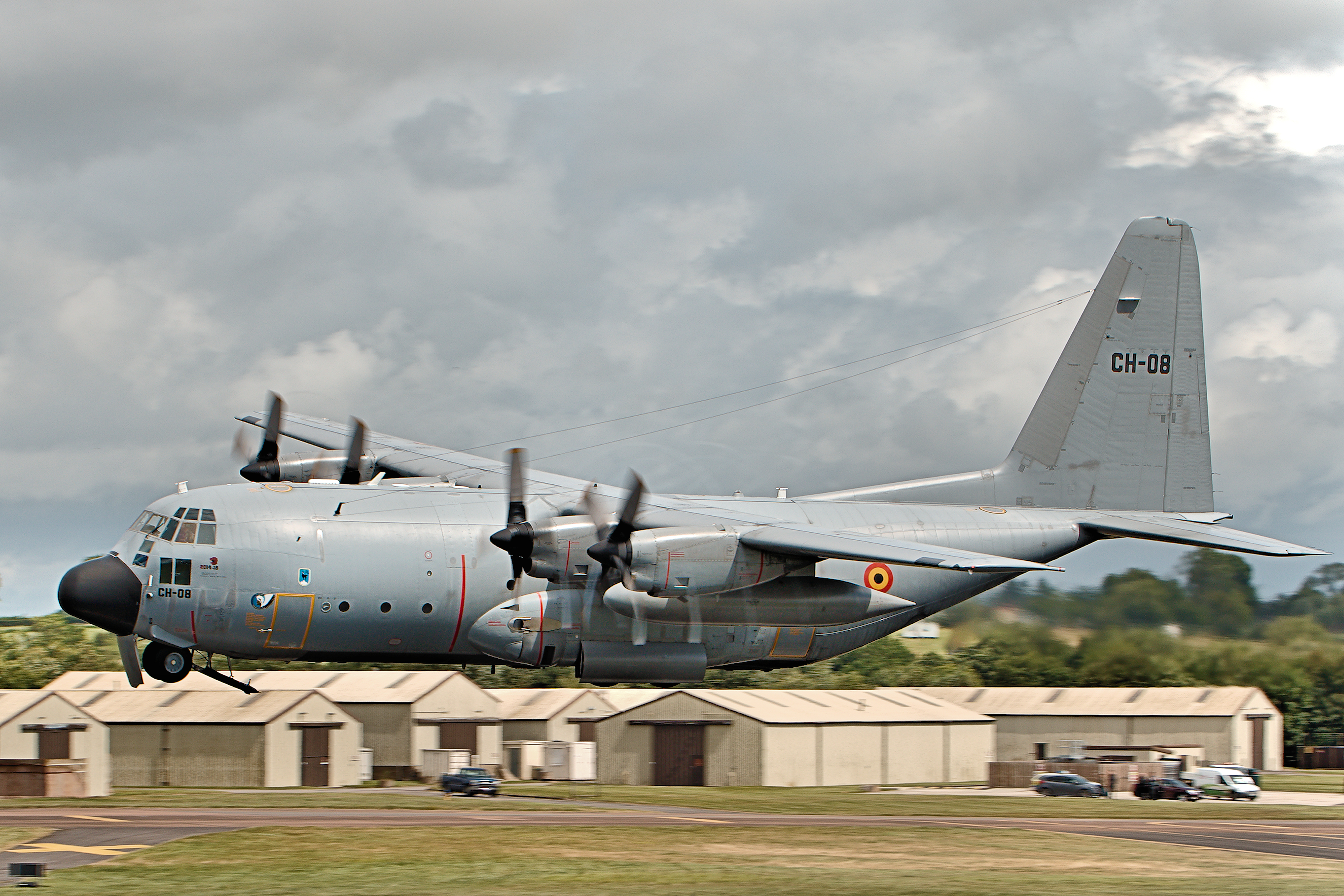
Un C-130 belge au Royal International Air Tattoo 2016.

L'escadrille était à la base composée de 12 C-130H Hercules immatriculés de CH-01 à CH-12 livrés entre 1972 et 1973. Le 15 juillet 1996, le CH-06 s'écrasa avec 41 personnes à son bord sur l'aéroport d'Eindhoven. Catastrophe connue sous le nom de Herculesramp. En mai 2006, le C-130 CH-02 fut détruit dans l'incendie d'un hangar de la Sabena technics à Melsbroek, puis remplacé par le CH-13, un C-130E d’occasion en 2009. Il restait 8 C-130 en service fin 2019. Les derniers Hercules sont retirés le 17 décembre 2021.

## Composition
À partir de 2020, les C-130 sont remplacés progressivement par des Airbus A400M Atlas :
- le premier, luxembourgeois, immatriculé CT-01[5], a été livré en octobre 2020 ;
- les six suivants, belges, immatriculés CT-02 à CT-07, ont été livrés entre le 22 décembre 2020 et mai 2022 ;
- le dernier, belge, immatriculé CT-08 est livré en janvier 2024[6],[7].